# Montigny-devant-Sassey
Pour les articles homonymes, voir Montigny et Sassey (homonymie).
Montigny-devant-Sassey est une commune française située dans le département de la Meuse, en région Grand Est.

## Géographie

### Communes limitrophes
- Dans la Meuse :
  - Wiseppe au nord ;
  - Saulmory-Villefranche à l'est ;
  - Mont-devant-Sassey au sud ;
  - Villers-devant-Dun au sud-ouest ;
  - Beauclair au nord-ouest ;
  - Halles-sous-les-Côtes au nord-ouest.
- Dans les Ardennes :
  - Tailly à l'ouest.

| Halles-sous-les-Côtes | Saulmory-Villefranche  | Saulmory-Villefranche |
| Halles-sous-les-Côtes | Montigny-devant-Sassey | Saulmory-Villefranche |
| Villers-devant-Dun    | Mont-devant-Sassey     | Mont-devant-Sassey    |

### Hydrographie
La commune est dans le bassin versant de la Meuse au sein du bassin Rhin-Meuse. Elle est drainée par le ruisseau de Froide Fontaine, le ruisseau de Tasson, la Fosse le Grand Mohat, le ruisseau le Petit Mohat, le ruisseau de Ripousau et le ruisseau de Longvaux,.

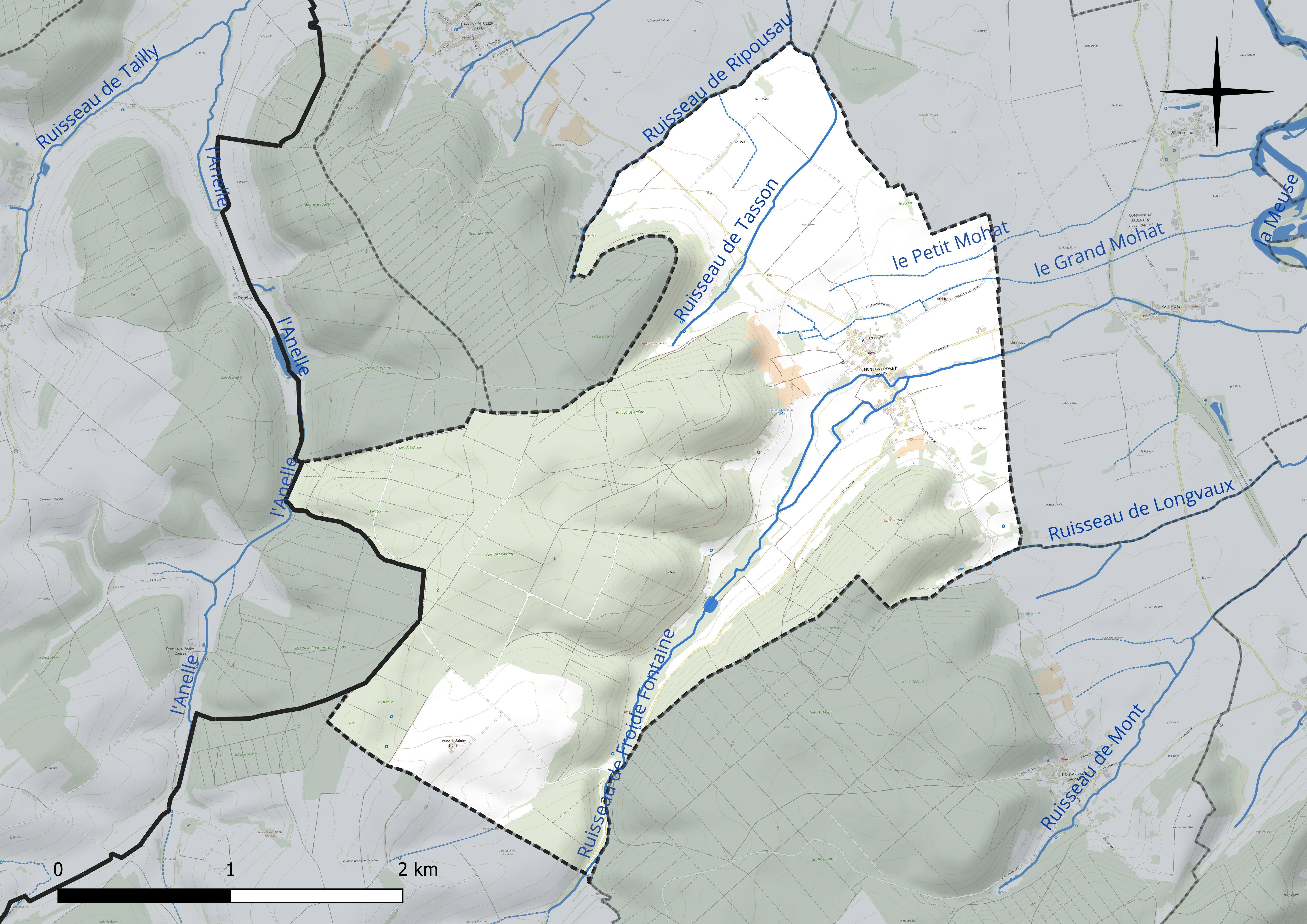
Réseau hydrographique de Montigny-devant-Sassey.

### Climat
Pour des articles plus généraux, voir Climat du Grand Est et Climat de la Meuse.
En 2010, le climat de la commune est de type climat de plaines, selon une étude du Centre national de la recherche scientifique s'appuyant sur une série de données couvrant la période 1971-2000. En 2020, Météo-France publie une typologie des climats de la France métropolitaine dans laquelle la commune est exposée à un climat océanique altéré et est dans la région climatique  Lorraine, plateau de Langres, Morvan, caractérisée par un hiver rude (1,5 °C), des vents modérés et des brouillards fréquents en automne et hiver. 
Pour la période 1971-2000, la température annuelle moyenne est de 9,9 °C, avec une amplitude thermique annuelle de 16 °C. Le cumul annuel moyen de précipitations est de 948 mm, avec 13,9 jours de précipitations en janvier et 9,7 jours en juillet. Pour la période 1991-2020, la température moyenne annuelle observée sur la station météorologique de Météo-France la plus proche, « Mouzay », sur la commune de Mouzay à 6 km à vol d'oiseau, est de 10,6 °C et le cumul annuel moyen de précipitations est de 789,5 mm. 
La température maximale relevée sur cette station est de 40,4 °C, atteinte le 24 juillet 2019 ; la température minimale est de −15,3 °C, atteinte le 20 décembre 2009,,. 
Les paramètres climatiques de la commune ont été estimés pour le milieu du siècle (2041-2070) selon différents scénarios d'émission de gaz à effet de serre à partir des nouvelles projections climatiques de référence DRIAS-2020. Ils sont consultables sur un site dédié publié par Météo-France en novembre 2022.

## Urbanisme

### Typologie
Au 1er janvier 2024, Montigny-devant-Sassey est catégorisée commune rurale à habitat dispersé, selon la nouvelle grille communale de densité à sept niveaux définie par l'Insee en 2022.
Elle est située hors unité urbaine et hors attraction des villes,.

### Occupation des sols
L'occupation des sols de la commune, telle qu'elle ressort de la base de données européenne d’occupation biophysique des sols Corine Land Cover (CLC), est marquée par l'importance des forêts et milieux semi-naturels (54 % en 2018), une proportion identique à celle de 1990 (54 %). La répartition détaillée en 2018 est la suivante : 
forêts (54 %), terres arables (24,2 %), prairies (18,7 %), zones urbanisées (3,1 %). L'évolution de l’occupation des sols de la commune et de ses infrastructures peut être observée sur les différentes représentations cartographiques du territoire : la carte de Cassini (XVIIIe siècle), la carte d'état-major (1820-1866) et les cartes ou photos aériennes de l'IGN pour la période actuelle (1950 à aujourd'hui).

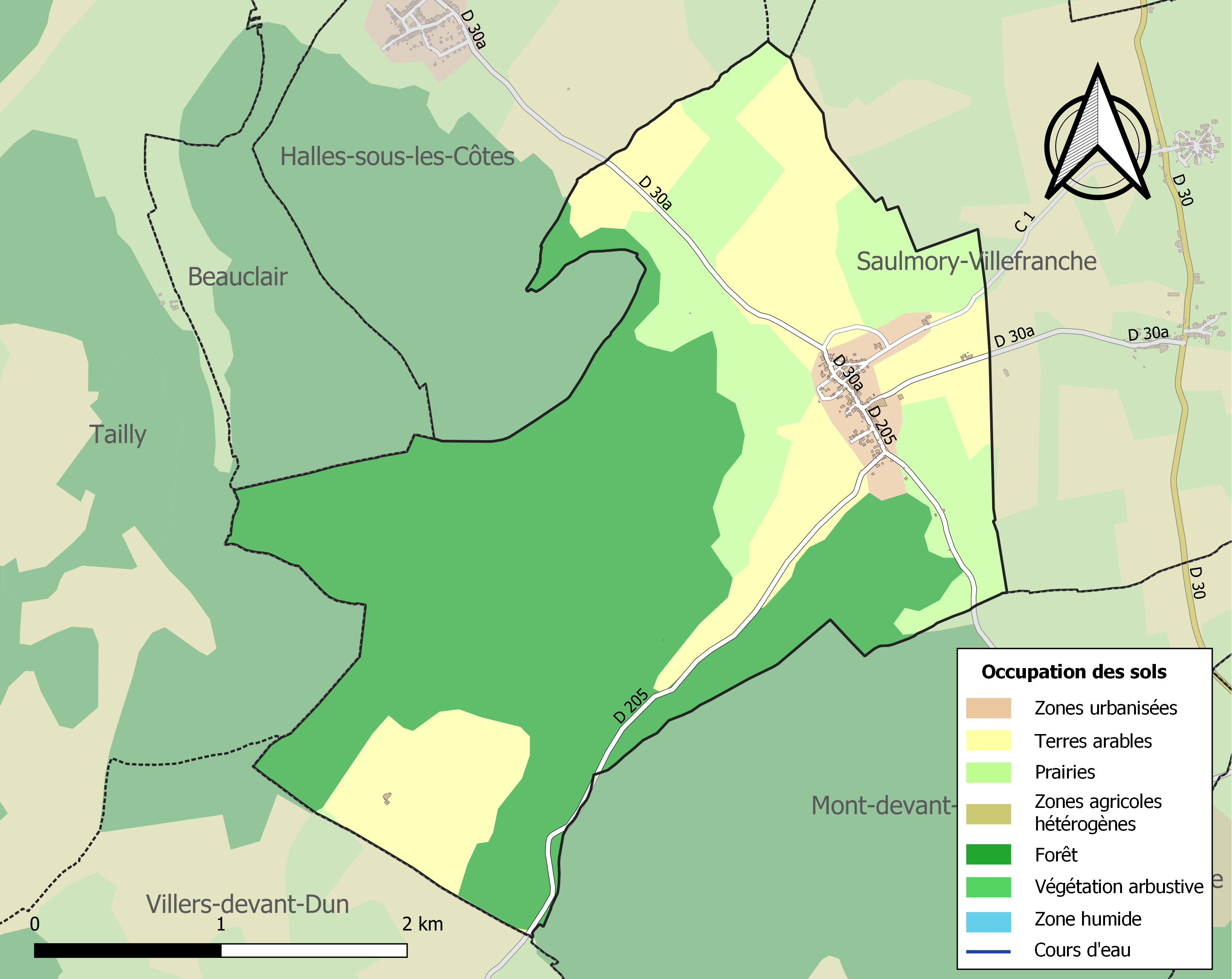
Carte des infrastructures et de l'occupation des sols de la commune en 2018 (CLC).

## Toponymie
Le nom de la localité est attesté sous les formes Montiniacum (1177) ; Montigneium (1285) ; Montigny (1285) ; Montigney (1289) ; Montigniacum (XVIe siècle) ; Saint-Martin de Montigny (1648) ; Montigny-devant-Sassey ou « Montigny-sur-Meuse » .

Montigny, Albert Dauzat et à sa suite Ernest Nègre assignent une même origine à tous les Montigny, qui viendraient d'une même forme dont l'étymon est généralement donné sous la forme latinisée *Montaniacum, c'est un type toponymique répandu dont la signification exacte ne fait pas l'unanimité.
Montigny-devant-Sassey est au nord ouest de Sassey-sur-Meuse.

## Politique et administration
| Période                                  | Période                   | Identité                                     | Étiquette | Qualité            |
| ---------------------------------------- | ------------------------- | -------------------------------------------- | --------- | ------------------ |
| Les données manquantes sont à compléter. |                           |                                              |           |                    |
| mars 2001                                | mars 2014                 | Jean-Pierre Chevrier                         |           |                    |
| mars 2014                                | En cours (au 23 mai 2020) | Michel Lefort Réélu pour le mandat 2020-2026 |           | Ancien agriculteur |

## Population et société

### Démographie

#### Évolution démographique
L'évolution du nombre d'habitants est connue à travers les recensements de la population effectués dans la commune depuis 1793. Pour les communes de moins de 10 000 habitants, une enquête de recensement portant sur toute la population est réalisée tous les cinq ans, les populations de référence des années intermédiaires étant quant à elles estimées par interpolation ou extrapolation. Pour la commune, le premier recensement exhaustif entrant dans le cadre du nouveau dispositif a été réalisé en 2006.

En 2022, la commune comptait 131 habitants, en évolution de +9,17 % par rapport à 2016 (Meuse : −4,4 %, France hors Mayotte : +2,11 %).
| 1793 | 1800 | 1806 | 1821 | 1831 | 1836 | 1841 | 1846 | 1851 |
| ---- | ---- | ---- | ---- | ---- | ---- | ---- | ---- | ---- |
| 571  | 661  | 704  | 571  | 579  | 629  | 666  | 661  | 672  |

| 1856 | 1861 | 1866 | 1872 | 1876 | 1881 | 1886 | 1891 | 1896 |
| ---- | ---- | ---- | ---- | ---- | ---- | ---- | ---- | ---- |
| 572  | 590  | 540  | 537  | 504  | 452  | 455  | 454  | 434  |

| 1901 | 1906 | 1911 | 1921 | 1926 | 1931 | 1936 | 1946 | 1954 |
| ---- | ---- | ---- | ---- | ---- | ---- | ---- | ---- | ---- |
| 408  | 361  | 323  | 221  | 240  | 231  | 231  | 212  | 213  |

| 1962 | 1968 | 1975 | 1982 | 1990 | 1999 | 2006 | 2011 | 2016 |
| ---- | ---- | ---- | ---- | ---- | ---- | ---- | ---- | ---- |
| 215  | 184  | 139  | 115  | 137  | 182  | 145  | 131  | 120  |

| 2021 | 2022 | - | - | - | - | - | - | - |
| ---- | ---- | - | - | - | - | - | - | - |
| 124  | 131  | - | - | - | - | - | - | - |

#### Pyramide des âges
La population de la commune est relativement âgée.
En 2018, le taux de personnes d'un âge inférieur à 30 ans s'élève à 28,3 %, soit en dessous de la moyenne départementale (32,4 %). À l'inverse, le taux de personnes d'âge supérieur à 60 ans est de 40,0 % la même année, alors qu'il est de 29,6 % au niveau départemental.
En 2018, la commune comptait 57 hommes pour 57 femmes, soit un taux de 50 % de femmes, légèrement inférieur au taux départemental (50,49 %).
Les pyramides des âges de la commune et du département s'établissent comme suit.
| Hommes | Classe d’âge | Femmes |
| ------ | ------------ | ------ |
| 0,0    | 90 ou +      | 0,0    |
| 15,0   | 75-89 ans    | 13,3   |
| 28,3   | 60-74 ans    | 23,3   |
| 18,3   | 45-59 ans    | 21,7   |
| 13,3   | 30-44 ans    | 10,0   |
| 11,7   | 15-29 ans    | 18,3   |
| 13,3   | 0-14 ans     | 13,3   |

| Hommes | Classe d’âge | Femmes |
| ------ | ------------ | ------ |
| 0,8    | 90 ou +      | 2,2    |
| 7,6    | 75-89 ans    | 11     |
| 20,2   | 60-74 ans    | 20,5   |
| 20,6   | 45-59 ans    | 20     |
| 17,4   | 30-44 ans    | 16,8   |
| 16,7   | 15-29 ans    | 13,6   |
| 16,8   | 0-14 ans     | 15,8   |

## Culture locale et patrimoine

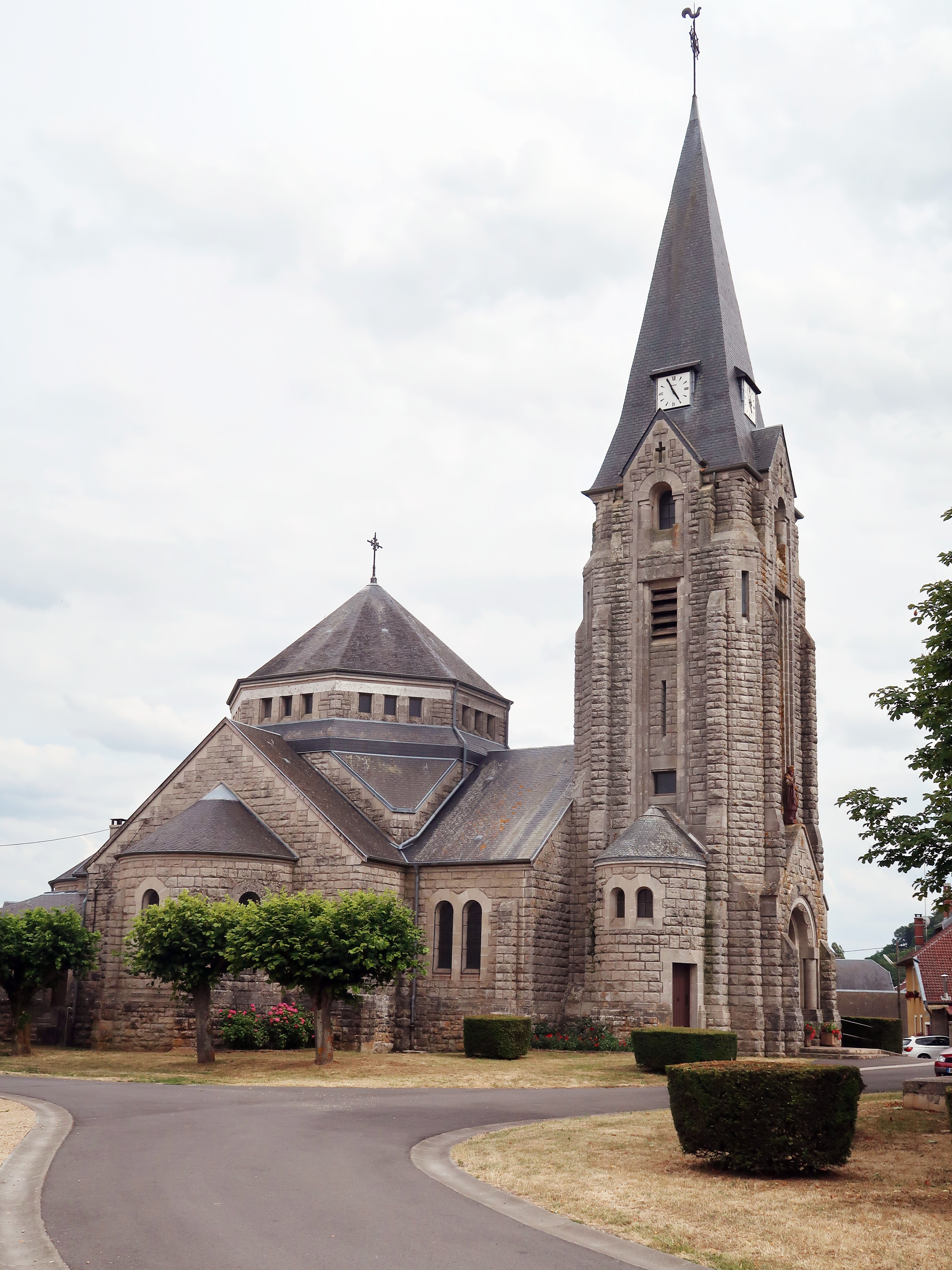
Église

### Lieux et monuments
- L'église Saint-Martin reconstruite en 1925 sur l'emplacement de l'édifice antérieur, détruit durant la Première Guerre mondiale, dont il ne subsiste que quelques vestiges du chœur du (XVIe siècle). La statue de Notre-Dame du Salut qui a échappé aux bombardements porte encore des traces de fumée. Les vitraux datent des années 1950.